# Клеммы для печатного монтажа
Клеммы для печатного монтажа — разновидность разъемного соединения проводов к печатным платам. Представляет собой группу винтовых или пружинных зажимов, собранную на пластиковом основании и снабженную контактами для пайки на печатную плату.

## Описание и отличительные особенности
Клеммы для печатного монтажа применяются, как более современная, технологичная, но в то же время — более дорогая альтернатива прямой пайке проводов на плату.
В отличие от клеммников, применяемых для других целей, клеммные блоки на печатную плату имеют более миниатюрный размер, рассчитаны на меньшие токи и напряжение (за исключением барьерных клемм), имеют особую конструкцию зажимной клети и более низкую стоимость эксплуатации.

## Классификация
В научной литературе не предложена унифицированная классификация клеммных блоков. Тем не менее, можно выделить ряд параметров, по которым логично разделить исследуемую продукцию на группы:

### По способу зажима
- Винтовые клеммные блоки. Зажим провода происходит при помощи винта, который фиксируется в клети отверткой. Это более дешёвый способ.
- Безвинтовые, нажимные клеммники. Не содержат винтов, используется рычажковый или пружинный полуавтоматический зажим. Такие клеммники удобнее в эксплуатации, более просты в подключении, но имеют более высокую цену.

### По типу зажима
- Лепестковый зажим

В данном соединении усилие сжатие возникает благодаря затяжке винта, однако текучесть материала проводника может привести к ослаблению соединения.
- Лифтовой зажим

Лифтовый зажим обеспечивает исключительно высокое качество винтового соединения: большую площадь контакта, высокую силу прижима, простой монтаж и отсутствие необходимости в сервисном обслуживании
- ТОП зажим

При использовании TОР-зажима проводник фиксируется не самим винтом, а рычажком, на который давит винт. Это гарантирует высокую силу прижима и полностью герметичный контакт.
- Пружинный зажим
- Болтовой зажим
- Обжимной контакт

### По особенностям подключения
- Цельные

Монтируются на плату и служат для непосредственного подключения проводников
- Разъемные (разрывные)

Разъемные клеммники состоят из 2 частей. 1-я крепится на плату, 2-я — ответная в зависимости от назначения устройства может монтироваться на кабель, на DIN рейку, на панель. Ответная часть подключается к основной, в результате чего образуется стабильный контакт.

### По способу защиты провода
- Без защиты

Стандартные самые недорогие клеммные блоки
- С рельефной обоймой

Модели этой группы имеют дополнительное небольшое пластмассовое наплавление вокруг отверстия для провода. Это сделано для увеличения расстояния между проводниками и снижения вероятности замыкания
- Круговая защита проводника

В данном случае — модифицирована зажимная клеть клемм. Она полностью охватывает провод. Это увеличивает надежность соединения и исключает возможность срыва проводника.

### По силе проводимого тока
- Обычные
- Барьерные

### По рядности
- Однорядные
- Двухрядные
- Многорядные

Клеммники могут содержать по нескольку «этажей» для удобства монтажа и более плотному размещению на печатной плате.

## Технические характеристики
К основным техническим характеристикам клеммных блоков на печатную плату принято относить:

### Электрические и физическая свойства
- Сила тока / напряжение. Основные электрические характеристики клеммников, определяются, как выдерживаемый ток и допустимое напряжение.
- Температурный режим определяет максимальный и минимальный температурный порог, при котором гарантирована стабильная работа клеммника. Зависит от материала корпуса и контактной части. Стандарт: −40 до +105 °C, с краткосрочным допуском до +220 °C

### Материалы изготовления
- Материал корпуса. Как правило в качестве материала для корпуса используется огнеупорный диэлектрический пластик, обычно — полиамид: пластмасса на основе линейных синтетических высокомолекулярных соединений. При этом в современной промышленности терминальных блоков используют капрон (PA6) или более совершенный нейлон (PA66). Также иногда используют жидкокристалический полимер (LCP), который обладает повышенной термостойкостью.
- Материал контактов. Для создания стабильно соединения используют стальные материалы: луженая латунь, медь и её сплавы, фосфористая бронза и другие материалы с низким удельным сопротивлением.
- Материал зажимной клети. Используется нержавеющая или оцинкованная сталь, никелированная латунь — материалы, защищенные от коррозии, химического окисления.

### Электроустановочные характеристики
- Шаг (расстояние между контактами на корпусе клеммника, измеряется в мм)
- Сечение повода (максимально допустимая толщина подключаемого проводника, измеряется в мм2)
- Кол-во контактов (количество металлических контактов для соединения с платой)
- Угол подключаемого проводника (для удобства монтажа и возможности плотного размещения клеммников на печатной плате, некоторые модели клемм изготавливаются под разный угол, типовые варианты: 0, 45, 90, 135)
- Размеры корпуса (основные габариты изделия, измеряется в мм по ширине, высоте, длине)
- Усилия затяжки (усилие при закручивании винта, необходимое для фиксации проводника в клети. Измеряется в ньютон-метрах)

## Особенности производственного процесса
Производственный процесс новых моделей клеммных блоков начинается с дизайна и определения форм и размеров будущих изделий. Производство типовых моделей — с приема и отбраковки сырья (как для корпусов, так и для контактов). Далее параллельно запускаются штамповка контактов и литье корпусов. Когда основные элементы готовы — они поступают в цех сборки. На этом этапе применяется ручной, либо автоматизированный труд. Финальный этап — это комплексная проверка клеммников на наличие дефектов. Она в свою очередь проходит в несколько шагов: Измерительный цифровой тест, тест на выдерживаемое напряжение, ROHS тестирование, температурный тест, испытания раскаленной проволокой, визуальный контроль. На этом этапе выявленный брак на переработку, качественные изделия поступают на склад.

## Примеры применения
Клеммники активно применяются в промышленности, особенно — электротехнике, радиоэлектронике, приборостроении, АСУ ТП. Некоторые примеры использования клеммников на печатную плату:
- Коммутационные сетевые устройства
- Сервероконтроллеры
- Частотные преобразователи
- Контроллеры
- Источники питания
- Системы управления для рельсового транспорта
- Преобразователи сигнала
- Регуляторы привода

Преимущественно, клеммники применяются в следующих отраслях:
- Освещение
- Системы безопасности
- Системы оповещения
- Автоматизация промышленности
- Связь и коммутация.

## Способы монтажа на плату

### Пайка волной припоя (волновой монтаж) / двойной волной припоя
Классический способ монтажа электронных компонентов. Печатная плата с установленными в соответствующие отверстия клеммниками нагревается и проходит над волной припоя. Излишек припоя срезается, или удаляется направленным потоком горячего воздуха.

### Сквозной печатный монтаж пайкой оплавлением припоя. (пайка THR)
Суть технологии состоит в том, что пайка THT компонентов осуществляется в печи оплавления. Для этого сначала в область монтажных отверстий THT компонентов наносится необходимое количество паяльной пасты, далее в отверстия устанавливаются сами компоненты, и затем происходит пайка оплавлением.

### Поверхностный монтаж по технологии SMT (SMD)
Основная статья: Поверхностный монтаж
Основным отличием данного метода от «традиционной» технологии — сквозного монтажа в отверстия является то, что компоненты монтируются на поверхность печатной платы. Преимущества ТМП проявляются благодаря комплексу особенностей элементной базы, методов конструирования и технологических приёмов изготовления печатных узлов.

### Запрессовка
Непаянное соединение, получаемое запрессовкой соединения между особым образом спрофилированным контактом и сквозным металлизированным отверстием в печатной плате. Таким образом отсутствует необходимость нагревания платы. Данный способ особенно эффективно применять в случае монтажа на многослойную (до 36 слоев) плату

### Непосредственное присоединение
Способ монтажа клеммников на плату, не подразумевающий использование припоя или запрессовки и без применения штырьевой планки. Клеммник подключается прямо к соответствующим контактным столбикам на краю печатной платы, которые являются частью её схемы.

## Сертификация

### Международные сертификаты
- Основным сертифицирующим органом клеммной продукции является Международная электротехническая комиссия (IEC). Она устанавливает стандарты и правила производства и эксплуатации клеммников и проводит их сертификацию. Причем проверка касается не только самих изделий, но также оборудования и сырья, из которого оно произведено. Проверка проходит в 3 этапа, по итогам выдается сертификат соответствия IEC
- Сертификат лаборатории по стандартизации и сертификации в области техники безопасности (UL), который в частности определяет огнеупорность и термостойкость клеммника.
- Евразийское соответствие (EAC) — сертификат (знак соответствия), свидетельствующий о том, что продукция прошла все установленные в технических регламентах Таможенного союза ЕврАзЭС процедуры оценки. Это значит, что она соответствует требованиям всех распространяющихся на данную продукцию технических регламентов.
- Сертификаты менеджмента качества (ISO9001:2008, 9001:2004, OHSAS 18001)
- C 1.07.2016 Обязательным для всех производителей является cсоответствие директиве ROHS (ограничение содержания вредных веществ в изделиях)

В зависимости от целей применения и среды, на клеммные блоки могут быть необходимы сертификаты о взрывозащищённости (EX ATEX), подтверждение на степень пылевлагозащиты (степень IP)

### Локальные сертификаты
В зависимости от страны на производителя могут распространяться дополнительные технические регламенты и стандарты качества.
В России до 2104 года обязательным для поставщиков клеммной продукции был сертификат ГОСТ Р (сертификат Ростеста), сейчас обязательным является получение сертификата соответствия техническому регламенту таможенного союза на низковольтное оборудование (ТС ТР НВО)

## Производители
Европейские производители:
Европейские компании занимают лидирующее положение с точки зрения объёмов производства и зарегистрированных патентов на клеммные блоки.

### Phoenix Contact
Основная статья: Phoenix Contact
Крупнейший производитель клеммников для соединения проводов, на Din рейку и интерфейсных модулей. Штаб-квартира расположена в Германии — городе Бломберг. Флагман и главный новатор в мире клеммной продукции. Линейка клемм на печатную плату является одной из основных, носит название COMBICON, насчитывает более 200 видов клемм и постоянно пополняется. Серии разбиты на группы в зависимости от назначения и сферы применения (есть взрывозащищенные, влагостойкие линейки).
В группу компаний Phoenix Contact Deutschland входят двенадцать предприятий. Девять принадлежащих компании производственных предприятий за рубежом. Почти 50 сбытовых дочерних компаний и более 30 представительств в разных странах, в том числе и в России
Высокий ценовой сегмент.

### Weidmüller
Крупный производитель систем автоматизации и промышленных соединений. Изначально, компания специализировалась на производстве текстильных товаров. В наши дни компания выпускает Широкий ассортимент промышленной продукции, клеммники на печатную плату (серия OMNIMATE Signal) не являются основной линейкой и насчитывает около 150 моделей, в основном винтовые клеммы.
Weidmüller Group — международный холдинг, представленный производственными площадками, торговыми компаниями и представительствами в более чем 80 странах мира. Wiemuller получил широкую известность благодаря производству разъемов и клеммных блоков на din рейку и сопутствующих товаров: маркировок, комплектующих. В 2014 году объём продаж компании Weidmüller составил 673 миллионов евро.
Высокий ценовой сегмент.

### WAGO Kontakttechnik
Основная статья: Wago
Крупный немецкий производитель клеммников, зажимов, соединителей, электронных компонентов для промышленности. Штаб-квартира находится в Миндене, Клеммники на печатную плату представлены. Постепенно переходит от производства комплектующих — к производству конечных модулей для систем автоматизации, контроллеров, трансформаторов. Тем не менее известен по всему миру благодаря изобретению зажима «Cage Clamp». Клеммники на печатную плату представлены слабо и не являются основной линейкой. Серия MCS насчитывает около 50 видов клемм, в основном включает габаритные промышленные разъемы с защитой провода для поверхностного монтажа.
WAGO имеет 33 национальных представительства и 7 основных заводов, расположенных в Германии, США, Индии, Китае и других регионах. Бренд Wago широко распространен по всему миру
Высокий ценовой сегмент.
Азиатские производители:
Азиатские производители клеммников характеризуются тем, что меньше занимаются разработками и НИОКР по сравнению с западными коллегами, а производят в основном аналоги. Здесь можно выделить 2 группы производственных предприятий: к первой относятся те, которые выбирают несколько наиболее популярных серий клеммников западных клеммных брендов и начинают выпуск их аналогов в рамках второй-третьей линий (не основной поток). Такие компании редко имеют необходимые сертификаты международных комиссий, качество продукции зачастую не является удовлетворительным
С другой стороны, во 2 группе Азиатские производители которые более основательно подошли к вопросу копирования западных моделей. Выпуск клеммников на плату является одним из — или основным видом производственного процесса. Такие компании также изготавливают аналоги западных брендов, но зачастую имеют свои уникальные линейки, тщательно подходят к выбору сырья и организации производственного процесса, ведут деятельность в соответствии с требованиями и техническими регламентами международных сертификационных организаций. Некоторые из компаний 2 группы:

### Degson Electronic
Крупный Китайский производитель клеммных блоков для различного применения. Штаб квартира расположена с провинции Цикси, на Юго-Востоке Китая. Один из первопроходцев на ниве копирования западных клеммных брендов. Клеммные блоки на печатную плату являются одной из основных линеек — около 300 моделей. Также компания производит клеммы на Din рейку и трансформаторные клеммы и аксессуары. В России появился в начале 2000 и быстро захватил определённую долю отечественных потребителей клеммной продукции за счет низких цен и приемлемого качества. Однако с ростом дистрибьютерской сети, Degson в России цены на их клеммники начали расти, ужесточились условия поставки. Те не менее на сегодняшний день Degson Electronic является одним из лидеров по доле рынка клемм в среднем ценовом сегменте.

### Wanjie Electronic
Бывшее производственное подразделение Degson Electronic, вышедшее из его состава в 1992 г. решением совета директоров. На данный момент ведет самостоятельную хозяйственную деятельность, штаб квартира — провинция Цикси, КНР Узкоспециализированное предприятие. 96 % ассортимента занимают клеммные блоки на печатную плату, производит также макетные платы и аксессуары. На российский рынок компания вышла в 2012 году, предложив качественные аналоги Западных и уже Китайских клеммников на печатную плату по более низкой цене. Активным развитием дистрибьюторской сети в России Wanjie не занимается, имеет только одного официального дистрибьютора, что обеспечивает определённую гибкость в работе. Компания Расширяет ассортимент вглубь, адаптируя и кастомизируя свою продукцию под требования заказчиков из разных стран. На данный момент основная линейка насчитывает около 400 моделей клемм с различным шагом, сечением провода и количеством контактов.
Низкий ценовой сегмент.